# اتفاقية باريس (1951)
اتفاقية باريس (تعرف رسميًا بالمعاهدة المؤسسة للجماعة الأوروبية للفحم والصلب) تم توقعيها في 18 أبريل 1951 بين فرنسا وإيطاليا وألمانيا الغربية ودول البنلوكس الثلاثة (بلجيكا ولوكسمبورغ وهولندا)، لتأسيس الجماعة الأوروبية للفحم والصلب (ECSC)، والتي أصبحت فيما بعد جزءًا من الاتحاد الأوروبي. دخلت المعاهدة حيز التنفيذ في 23 يوليو 1952 وانتهت في 23 يوليو 2002، بعد خمسين عامًا بالضبط من دخولها حيز التنفيذ.